# 蒋国星
蒋国星（1955年—），江苏丹阳人，中华人民共和国政治人物。
担任中华人民共和国句容市市长，市委书记，后升任中共徐州市委常委、睢宁县委书记。2007年12月，任江苏省新闻出版局副局长。2013年11月，因涉嫌违法，中共中央纪律检查委员会立案调查。